# Neri di Bicci

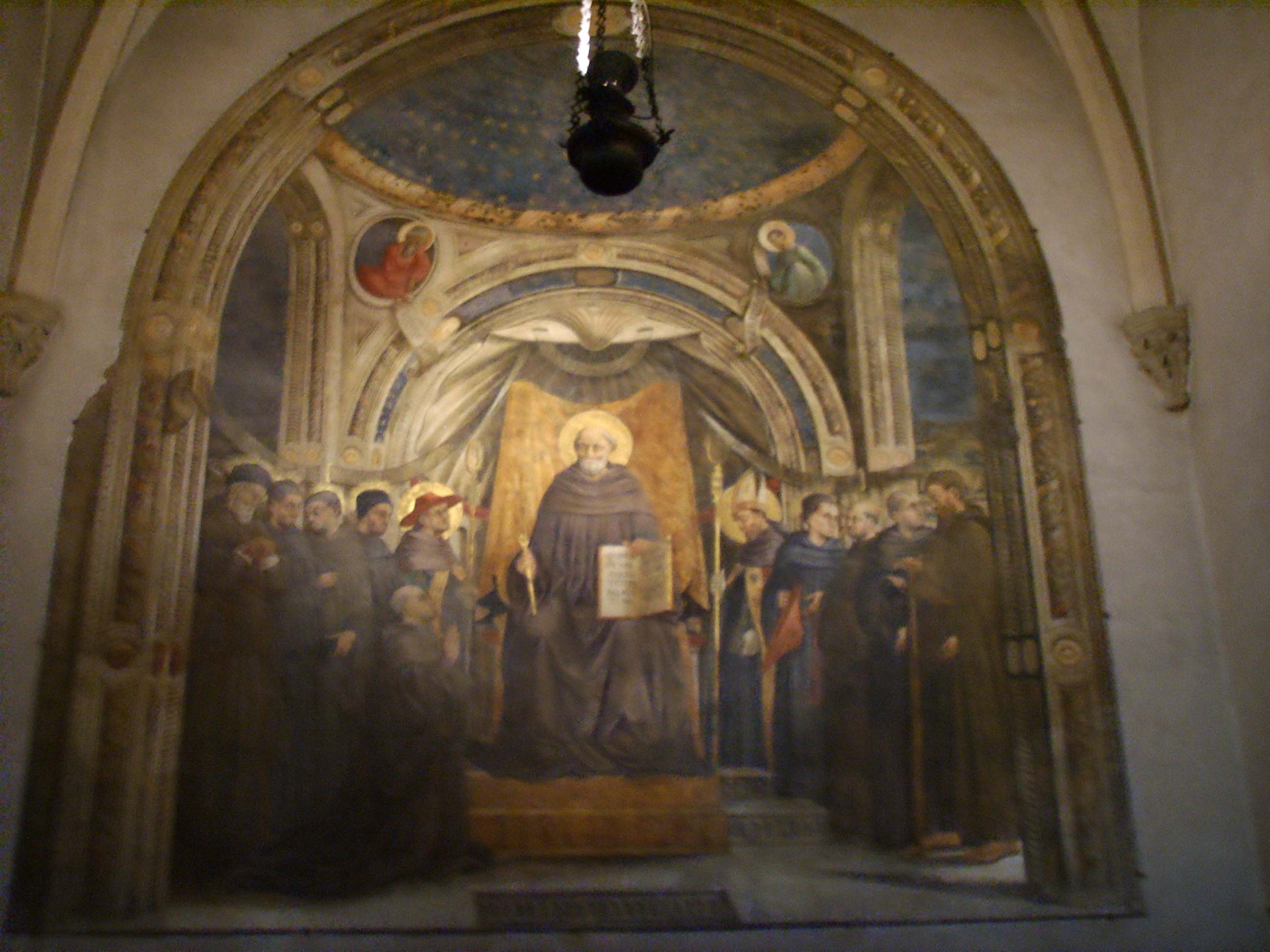
Neri di Bicci, San Giovanni Gualberto i altri santi vallombrosani, fresc de l'església de Santa Trinita, Florència

Neri di Bicci (1419 - 1491) fou un pintor italià del Renaixement, molt prolífic sobretot en obres de temes religiosos, que va estar actiu principalment a Florència.
El seu pare va ser Bicci di Lorenzo (1373-1452). El seu avi, Lorenzo di Bicci (c. 1350-1427), va ser també pintor a Florència, un deixeble de Spinello Aretino. Una de les seves obres més conegudes és la de San Giovanni Gualberto entronitzat, amb deu sants per a l'església de Santa Trinita de Florència.
Els seus treballs de 1453-1475 inclouen les quantitats cobrades per les seves obres, i que encara es guarden a la biblioteca de la Galeria dels Uffizi.
Al Museu Nacional d'Art de Catalunya es conserven tres obres seves, provinents de la col·lecció privada de Francesc Cambó:
- Predel·la amb sant Llorenç, sant Miquel i el drac, la Dormitio Virginis i el Martiri de santa Caterina
- Mare de Déu amb el nen Jesús en el tron
- Estendard processional amb el nen Jesús adorat per la Mare de Déu, sant Joan Baptista i àngels

Sant Llorenç, sant Miquel i el drac, la Dormitio Virginis i el martiri de santa Caterina, conservat al MNAC